# Muricea hispida
Muricea hispida är en korallart som beskrevs av Addison Emery Verrill 1866. Muricea hispida ingår i släktet Muricea och familjen Plexauridae. Inga underarter finns listade i Catalogue of Life.